# Colònia de la Costa d'Ivori

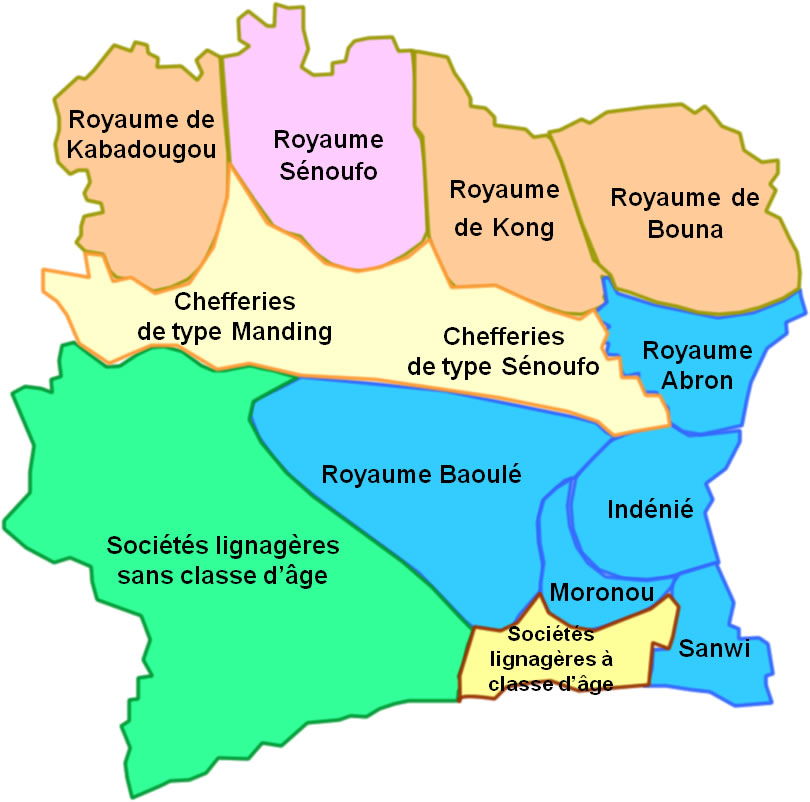
Regnes precolonials

La colònia de la Costa d'Ivori fou una entitat francesa separada primer (1893-1895) i després part de l'Àfrica Occidental Francesa (1895-1960) que va substituir al Protectorat de la Costa d'Ivori.

## Història

### Antecedents
Cinc estats importants van florir a Costa d'Ivori abans de l'arribada dels europeus. El musulmà Imperi Kong va ser establert pels juula a principis del segle xviii a la regió centre-nord habitada pel senufos, que havien fugit l'islamització en el marc de l'Imperi de Mali. Kong es va convertir en un pròsper centre de l'agricultura, el comerç i l'artesania, però la diversitat ètnica i la discòrdia religiosa van debilitar gradualment el regne. La ciutat de Kong va ser destruïda el 1895 per Samori Turé.
El regne  abron de Gyaaman es va establir al segle xvii per un grup akan (els abrons), que havien fugit de l'emergent confederació aixanti de Asanteman en el que és l'actual Ghana. Des del seu assentament al sud de Bonduku (Bondoukou) els abrons van estendre gradualment la seva hegemonia sobre els dyula a Bonduku, que eren emigrants recents des de la ciutat mercat de Begho. Bonduku va esdevenir un important centre de comerç i de l'Islam. Estudiosos alcorànics del regne van atreure a estudiants d'arreu de l'Àfrica occidental. A la meitat del segle xvii en el centre-est de la Costa d'Ivori, altres grups akan que fugien dels aixantis van establir un regne baulé a Sakasso i dos regnes agnis a Indénié i Sanwi.
El baules, igual que els aixanti, van desenvolupar una estructura política i administrativa altament centralitzada sota tres successius governants. Finalment, es va dividir en cacicats més petits. Tot i la ruptura del seu regne, els baules va resistir fortament a la submissió als francesos. Els descendents dels governants dels regnes agnis van tractar de conservar la seva identitat separada molt temps després de la independència de Costa d'Ivori; encara el 1969, Sanwi va tractar de trencar amb Costa d'Ivori i formar un regne independent. El rei actual de Sanwi és Nana Amon Ndoufou V (des de 2002).

### L'establiment del protectorat francès
En comparació amb la veïna Ghana, Costa d'Ivori va patir poc el comerç d'esclaus, els esclavistes i vaixells mercants europeus prefereixen altres àrees al llarg de la costa amb millors ports. La travessia europea registrada més primerenca d'Àfrica occidental va ser fet pels portuguesos el 1482. El primer assentament francès de l'Àfrica Occidental, Saint Louis, va ser fundat en la meitat del segle xvii al Senegal, mentre que aproximadament a la mateix temps, els holandesos van cedir als francesos un assentament a l'Illa de Gorée, davant de Dakar. Una missió francesa va ser establerta el 1637 a Assinie prop de la frontera amb la Costa d'Or (actual Ghana). La supervivència d'Assinie fou precària i els francesos no van estar fermament establerts a Costa d'Ivori fins a la meitat del segle xix quan es van signar tractats amb els reietons Grand Bassam i Assinie, pel que el seu territori va esdevenir un protectorat francès. Exploradors, missioners, empreses comercials, i soldats van estendre gradualment l'àrea sota control francès cap a l'interior de la regió. La "pacificació" no es va dur a terme fins a 1915.
L'activitat al llarg de la costa va estimular l'interès europeu en el seu interior, sobretot al llarg dels dos grans rius, el Senegal i el Níger. L'exploració francesa de l'Àfrica occidental va començar en la segona meitat del segle xix, però es va moure lentament, basada més en la iniciativa individual que en la política del govern. A la dècada de 1840, els francesos va signar tractats amb els governants locals d'Àfrica occidental que van permetre als francesos per construir llocs fortificats al llarg del Golf de Guinea per servir com a centres comercials permanents.

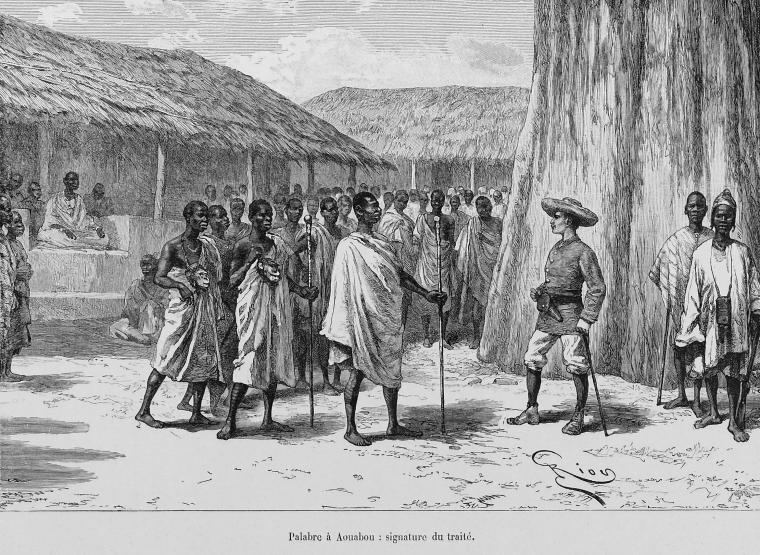
Louis-Gustave Binger explorador de l'Àfrica Occidental Francesa el 1892 signant el tractat amb els líders Famienkro, a l'actual regió de N'zi-Comoé a la Costa d'Ivori

Els primers establiments francesos a Costa d'Ivori inclouen el d'Assinie i el de Grand Bassam, que va esdevenir la primera capital del territori. Els tractats suposaven la sobirania francesa dels llocs, i privilegis comercials a canvi de taxes ("coutumes") pagats anualment als governants locals per a l'ús de la terra. La disposició no va ser del tot satisfactòria per als francesos, perquè el comerç era limitat i sovint van sorgir malentesos sobre les obligacions del tractat. No obstant això, el govern francès mantingué els tractats, amb l'esperança d'ampliar el comerç.
França també volia mantenir una presència a la regió per frenar la creixent influència dels britànics al llarg de la costa del Golf de Guinea. Els francesos van construir bases navals per mantenir allunyats als comerciants que no fossin francesos i va començar una conquesta sistemàtica de l'interior. (Això es va aconseguir només després d'una llarga guerra en la dècada de 1890 contra els mandings, sobretot de Gàmbia. La guerra de guerrilles dels baules i altres grups orientals van continuar fins a 1917.
La derrota de França en la Guerra Franco-prussiana el 1871 i la posterior annexió per Alemanya de la província francesa d'Alsàcia-Lorena van causar que el govern francès abandonés les seves ambicions colonials i retirés les seves guarnicions militars de la seva part de l'Àfrica occidental i dels llocs comercials francesos, deixant-los a cura dels comerciants residents. El lloc de comerç a Grand Bassam, a Costa d'Ivori es va deixar en la cura d'un carregador de Marsella, Arthur Verdier, que en 1878 va ser nomenat Resident dels Establiments Francesos de la Costa d'ivori
En 1886, per recolzar les seves demandes d'ocupació efectiva, França va assumir novament el control directe dels seus llocs de operacions costaneres de l'Àfrica occidental i es va embarcar en un programa accelerat d'exploració a l'interior. En 1887, el tinent Louis-Gustave Binger va començar un viatge de dos anys que va travessar parts de l'interior de la Costa d'Ivori. Cap al final del viatge havia signat quatre tractats que establien protectorats francesos a Costa d'Ivori. També el 1887, l'agent de Verdier, Marcel Treich-Laplène, va negociar cinc acords addicionals que s'estenien influència francesa des de la capçalera de la conca del riu Níger a través de Costa d'Ivori.

### Colònia francesa

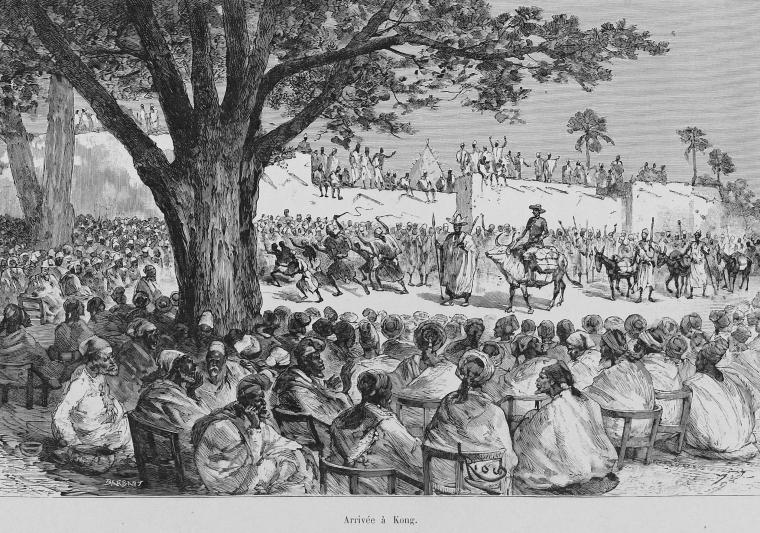
Arribada a Kong del governador de l'Àfrica Occidental Francesa Louis-Gustave Binger el 1892.

A finals de la dècada de 1880, França havia establert el control de les regions costaneres de Costa d'Ivori, i el 1889 la Gran Bretanya va reconèixer la sobirania francesa a la zona. Aquest mateix any, França anomenava a Treich-Laplène governador titular del territori. En 1893, Costa d'Ivori es va convertir en una colònia francesa, i després el capità Binger va ser nomenat governador. Acords amb Libèria el 1892 i amb el Regne Unit en 1893 van determinar els límits oriental i occidental de la colònia, però el límit nord no es va fixar fins a 1947, a causa dels esforços realitzats pel govern francès per unir parts d'Alt Volta (actual Burkina Faso ) i Sudan Francès (actual Mali) a Costa d'Ivori per raons econòmiques i administratives.
L'objectiu principal de França era estimular la producció d'exportacions. Cafè, cacau, oli de palma i els cultius es van plantar aviat al llarg de la costa. Costa d'Ivori es va destacar com l'únic país de l'Àfrica occidental amb una població considerable de colons; a l'Àfrica Occidental i altres parts de l'Amèrica Central, els francesos i els britànics eren en gran manera buròcrates. Com a resultat d'això, els ciutadans francesos posseïa un terç del cacau, el cafè i el banana plantació s i va adoptar un sistema de treballs forçats.
Al llarg dels primers anys del govern francès, contingents militars francesos van ser enviats a l'interior per crear noves posicions. Alguns dels nadius van resistir la penetració francesa i el seu establiment. Entre els que oferiren més resistència hi va haver Samori Ture, que en els anys 1880 i 1890 havia establert l'Imperi Wassulu, que es va estendre per gran part de l'actual Guinea, Mali, Burkina Faso i Costa d'Ivori. Un important exèrcit ben equipat de Samori Ture, que podria fabricar i reparar les seves pròpies armes de foc, va atreure un fort suport en tota la regió. Els francesos van respondre a l'expansió regional de Samori amb pressió militar sobre ell. Les campanyes franceses contra Samori Ture es van trobar amb una ferotge resistència, que es va intensificar a mitjans de la dècada de 1890 fins que va ser capturat en 1898 i els francesos van establir la Colònia de la Costa d'Ivori.
La imposició d'una taxa per França sobre cada persona el 1900 per donar suport a la colònia en un programa d'obres públiques, va provocar una sèrie de revoltes. Molts ivorians van veure l'impost com una violació dels termes dels tractats de protectorat perquè pensaven que França estava exigint l'equivalent a la coutume dels reis locals, i no a l'inrevés. Molta part de la població, especialment a l'interior, consideraven l'impost un símbol de submissió humiliant. El 1905 els francesos van abolir oficialment el tràfic d'esclaus africans en la major part de l'Àfrica Occidental Francesa

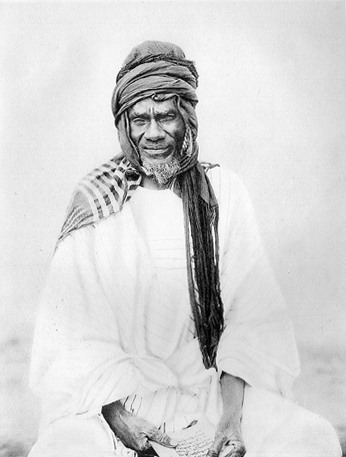
Samori Turé

De 1904 a 1958, Costa d'Ivori fou una unitat constituent de la federació de l'Àfrica Occidental Francesa. Va ser una colònia i des de 1947 un territori d'ultramar en el marc del Tercera República. A la Primera Guerra Mundial, Costa d'Ivori es va posar en una mala posició amb la invasió alemanya el 1914. Després d'això, però, França va portar regiments de Costa d'Ivori a lluitar a França, i els recursos de les colònies van ser racionats (1917-1919). Uns 150.000 homes de la Costa d'Ivori van morir a la Primera Guerra Mundial. Fins al període següent de la Segona Guerra Mundial, els assumptes governamentals a Àfrica Occidental Francesa es van administrar des de París. La política de França a l'Àfrica occidental es reflecteix principalment en la seva filosofia de "associació", el que significa que tots els africans a Costa d'Ivori eren oficialment "subjectes" en francès, però sense dret a representació a Àfrica o França.
La política colonial francesa incorporava conceptes com assimilació i associació. Basada en una suposició de superioritat de la cultura francesa sobre tots els altres, en la pràctica la política d'assimilació significava l'extensió de la llengua francesa, les institucions, les lleis i els costums a les colònies. La política d'associació també va confirmar la superioritat dels francesos en les colònies, sinó que implicava diferents institucions i sistemes de lleis per al colonitzador i el colonitzat. Sota aquesta política, els africans a Costa d'Ivori se'ls va permetre conservar les seves costums en la mesura que eren compatibles amb els interessos francesos.
Una elit indígena entrenada en la pràctica administrativa francesa va formar un grup intermedi entre els francesos i els africans. L'assimilació es practicava a Costa d'Ivori en la mesura que a partir de 1930, un petit nombre d'ivorians occidentalitzats ivorians van rebre el dret a sol·licitar la ciutadania francesa. La majoria dels ivorians, però, van ser classificats com a subjectes francesos i es regien sota el principi d'associació Com a subjectes de França, no tenien drets polítics. Van ser reclutats per al treball en les mines, en les plantacions, com portadors, i en les obres públiques; com a part de la seva responsabilitat contributiva s'esperava que servissin a l'exèrcit i estaven subjectes a l'indigenat, un sistema legal separat
En la Segona Guerra Mundial, el règim de Vichy va mantenir el control fins a 1942, quan les tropes britàniques van envair la colònia sense trobar gaire resistència. Winston Churchill va entregar el poder a un govern provisional dels partidaris del general Charles de Gaulle. El 1943, els aliats havien tornat tota l'Àfrica Occidental Francesa als francesos. La Conferència de Brazzaville de 1944, la primera Assemblea Constituent de la Quarta República el 1946, i l'agraïment de França per la lleialtat d'Àfrica durant la Segona Guerra Mundial, van portar a profundes reformes governamentals el 1947. La ciutadania francès va ser concedida a tots els "subjectes" d'Àfrica, es va reconèixer el dret a organitzar-se políticament, i es van suprimir diverses formes de treball forçós.
Fins a 1958, els governadors nomenats a París per administrar la colònia de Costa d'Ivori (formalment ara un territori d'Ultramar), utilitzaren un sistema d'administració directa, centralitzada, que deixava poc espai per a la participació de Costa d'Ivori en la formulació de polítiques. Mentre que la política de l'administració colonial dels britànics de «divideix i venceràs» s'aplicava en altres parts, els francesos aplicaven les idees d'assimilació només per l'elit educada i estaven interessats en assegurar que l'elit petita però influent estava prou satisfet amb l' statu quo per abstenir-se de qualsevol sentiment anti-francès. Malgrat una forta oposició a les pràctiques d'associació, ivorians educats van creure que podrien aconseguir la igualtat amb els seus parells francesos través de l'assimilació en lloc de a través de la completa independència de França. Després la doctrina de l'assimilació es va dur a terme completament a través de les reformes de la postguerra, però, els líders de Costa d'Ivori es van adonar que fins i tot l'assimilació implicava la superioritat dels francesos sobre els ivorians, i que la discriminació política i la desigualtat només acabaria amb la independència. 

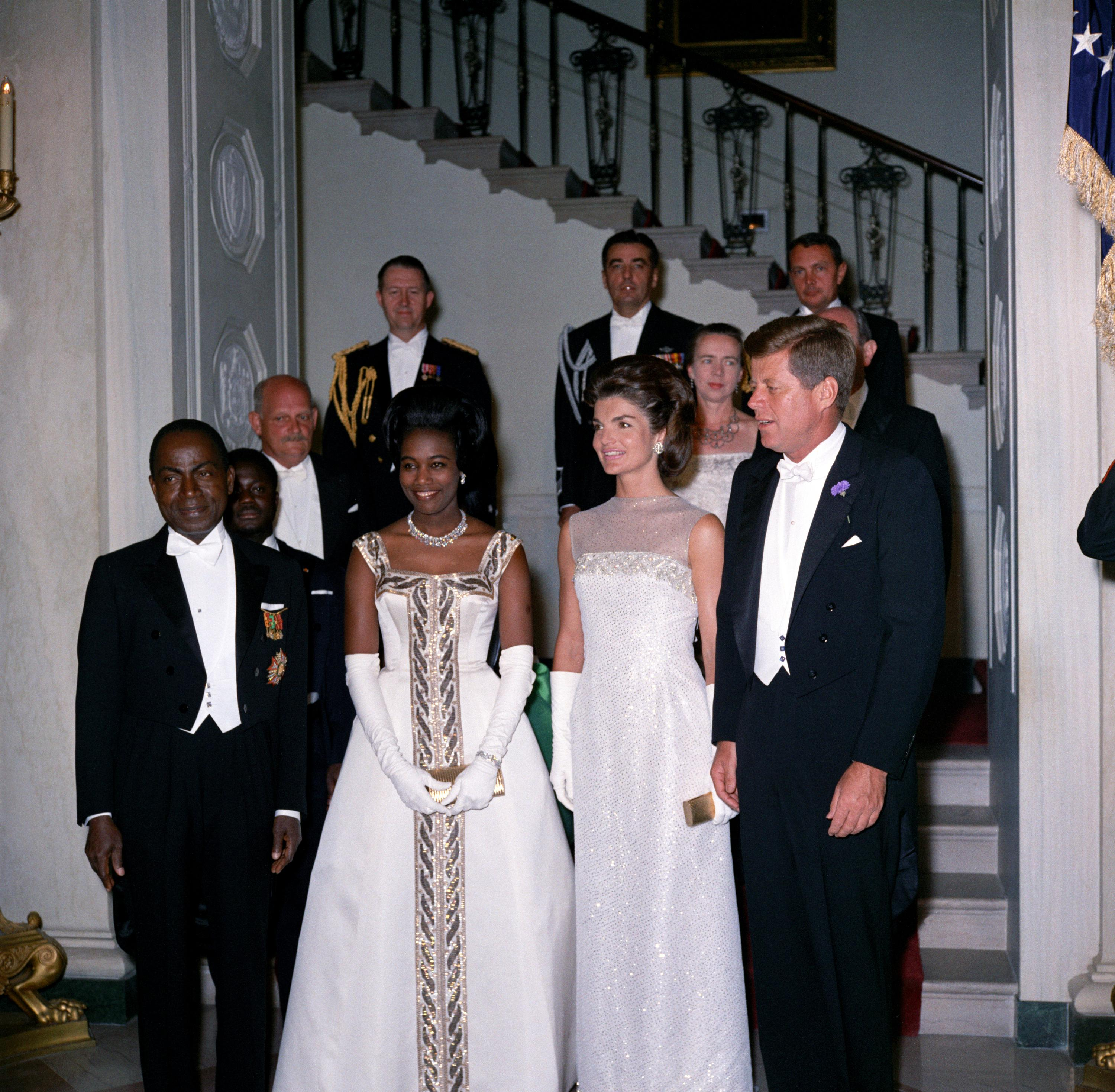
Félix Houphouët-Boigny a la Casa Blanca; recepció amb el president John F. Kennedy el 1962

El fill d'un cap baulé, Félix Houphouët-Boigny, es convertiria en el pare de la independència de Costa d'Ivori. El 1944, va formar el primer sindicat agrícola del país per als productors de cacau de l'Àfrica com ell. Estava irritat perquè la política colonial va afavorir propietaris de les plantacions franceses, que es van unir per reclutar treballadors emigrants per les seves pròpies granges. Houphouët-Boigny aviat va saltar a la fama i en un any va ser triat per al Parlament francès a París. Un any més tard, els francesos van abolir el treball forçós. Houphouët-Boigny va establir una forta relació amb el govern francès, que expressa una creença que el país es beneficiaria d'ella, el que va fer durant molts anys. França el va designar com el primer africà a esdevenir ministre en un govern europeu.
Un punt d'inflexió en les relacions amb França es va assolir amb la Llei de reforma d'ultramar 1956 (la famosa Llei Marc), que transferia una sèrie de facultats de París als governs territorials elegits a l'Àfrica Occidental Francesa, i també suprimia les desigualtats de vot. El 1958, Costa d'Ivori es va convertir en un membre autònom de la Comunitat francesa (que va substituir la Unió Francesa).
En el moment de la independència de Costa d'Ivori (1960), el país era el territori francès d'Àfrica Occidental més pròsper, aportant més del 40% de les exportacions totals de la regió. Houphouët-Boigny es va convertir en el primer president.

## Governadors[9]
- 1893 - 1895 Louis Gustave Binger
- 1895 Paul Jean François Cousturier (suplent de Binger)
- 1895 Jean Baptiste Philémon Lemaire (suplent de Binger)
- 1895 - 1896 Pierre Hubert Auguste Pascal (interí)
- 1896 Théodule Charles Eugène Bertin (interí)
- 1896 Jean Baptiste Castaing (interí)
- 1896 - 1898 Louis Mouttet (interí fins al 19 de març de 1897, després titular)
- 1898 Adrien Jules Jean Bonhoure (suplent de Mouttet)
- 1898 Antoine Julien Oscar Penel (suplent de Mouttet)
- 1898 Pierre Paul Marie Capest (suplent de Mouttet)
- 1898 Jean Napoléon Ribes (suplent de Mouttet)
- 1898 - 1902 Henri Charles Victor Amédée Roberdeau
- 1902 Albert Anatole Nebout (interí)
- 1902 - 1907 Marie François Joseph Clozel (interí fins al 4 de maig de 1903, després titular)
- 1904 - 1905 Émile Joseph Merwart (suplent de Clozel)
- 1905 Albert Anatole Nebout (segona vegada) (suplent de Clozel)
- 1907 - 1908 Albert Anatole Nebout (interí, tercera vegada)
- 1908 - 1916 Gabriel Louis Angoulvant
- 1909 Pierre Brun (suplent d'Angoulvant)
- 1911 - 1912 Marie Casimir Joseph Guyon (suplent d'Angoulvant)
- 1913 Marie Casimir Joseph Guyon (segona vegada, suplent d'Angoulvant)
- 1913 - 1914 Gustave Jacques Henri Julien (suplent d'Angoulvant)
- 1916 - 1918 Maurice Pierre Lapalud (suplent d'Angoulvant fins al 27 de desembre de 1916, després titular)
- 1918 - 1924 Raphaël Valentin Marius Antonetti
- 1919 Maurice Beurnier (suplent d'Antonetti)
- 1922 Pierre Aimable Chapon-Baissac (suplent d'Antonetti)
- 1924 - 1925 Richard Édmond Maurice Édouard Brunot (interí)
- 1925 - 1930 Maurice Pierre Lapalud (segona vegada)
- 1927 - 1928 Maurice Léon Bourgine (suplent de Lapalud)
- 1930 Joseph Jules Brévié
- 1930 - 1931 Jean Paul Boutonnet (interí)
- 1931 - 1935 Dieudonné François Joseph Marie Reste
- 1931 - 1932 Raoul Joseph Bourgine (suplent de Reste)
- 1935 Marie Alphonse Flottes de Pouzols (interí)
- 1935 - 1936 Adolphe Deitte
- 1936 Georges Julien Lamy (interí)
- 1936 - 1938 Gaston Charles Julien Mondon
- 1938 - 1939 Louis Henri François Denis Bressolles (interí)
- 1939 - 1941 Horace Valentin Crocicchia (interí fins al 5 de març de 1940, després titular)
- 1941 - 1942 Hubert Jules Deschamps
- 1942 - 1943 Georges Pierre Rey
- 1943 Jean François Toby
- 1943 - 1945 André Jean Gaston Latrille
- 1945 - 1946 Henry Jean Marie de Mauduit
- 1946 - 1947 André Jean Gaston Latrille (segona vegada)
- 1947 - 1948 Oswald Marcellin Maurice Maruis Durand (interí fins al 20 de maig de 1947, després titular)
- 1948 Georges Louis Joseph Orselli
- 1948 - 1952 Laurent Élisée Péchoux
- 1952 Pierre François Pélieu
- 1952 - 1954 Camille Victor Bailly
- 1954 - 1956 Pierre Joseph Auguste Messmer
- 1956 - 1957 Pierre Auguste Michel Marie Lami (interí fins al 28 de maig de 1956, després titular)
- 1957 - 1958 Ernest Maurice de Nattes

### Alts Comissionats
- 1958 - 1959 Ernest Maurice de Nattes
- 1959 - 1960 Yves René Henri Guéna

### Cap d'estat autònom interí
- 1959 - 1960 Félix Houphouët-Boigny